# 普莱森特希尔 (加利福尼亚州)
普莱森特希尔（也直译作愉快山、愉悦山、欢喜山、宜人山），是美国加利福尼亚州康特拉科斯塔县下属的一个城市。于1961年11月14日建市。城市面积约为18.3平方公里，根据2010年美国人口普查，该市有人口33,152人。